# الفساد في نيجيريا
يُعتبر الفساد حالةً معادية للمجتمع إذ يمنح امتيازات غير لائقة تتعارض مع المعايير القانونية والأخلاقية ويضعف قدرة السلطات على ضمان رفاه جميع المواطنين. يُعدّ الفساد في نيجيريا ظاهرة مستمرة. في عام 2012، قُدر أن نيجيريا خسرت أكثر من 400 مليار دولار بسبب الفساد منذ استقلالها. في عام 2021، احتلت البلاد المرتبة 154 من بين 180 دولة مدرجة في مؤشر مدركات الفساد لمنظمة الشفافية الدولية (مع جنوب السودان في المرتبة 180 وهي الأكثر فسادًا لتكون الدنمارك الأقل فسادًا من بينها).
يجد السياسيون النيجيريون أنفسهم في موقع قوي من القوة والثروة بسبب صلاتهم بصناعات النفط والغاز في نيجيريا. تخضع صناعات الغاز هذه لسيطرة شركة البترول الوطنية النيجيرية المملوكة للدولة (إن إن بي سي). تمثل صادرات النفط والغاز أكثر من 90% من إجمالي عائدات الصادرات النيجيرية. في حين أن العديد من السياسيين يمتلكون أو لديهم أسهمًا في هذه الصناعات، فإن عائدات الضرائب من قطاع الطاقة تتضاءل ولا يتم توزيع فوائد ثروة الطاقة النيجيرية بالتساوي في جميع أنحاء البلاد مع الفائدة الأكبر لولاية لاغوس بشكل غير متناسب مع مثيلاتها. وبالتالي، فإن عائدات النفط والغاز تمثل الغالبية العظمى من الميزانية الفيدرالية ورواتب المسؤولين الحكوميين. ينتشر تزوير الأصوات من قِبَل الأحزاب السياسية في الانتخابات والفساد مستشري داخل الحكومة. تهيمن الترتيبات التجارية والولاءات العائلية على التعيينات الحكومية التي تمهد الطريق للسياسيين والمسؤولين وشركائهم التجاريين الذين يشكلون معًا النخبة الحاكمة لضمان أن يصبحوا جميعًا أثرياء من خلال اتفاقيات من وراء الكواليس ومنح عقود مربحة لمؤيديهم المفضلين. في عام 2018، تلقى العديد من موظفي الحكومة رواتب سنوية تزيد عن مليون دولار. يمر الفساد عبر كل مستويات الحكومة النيجيرية. ابتداءَا من الاحتيال الكبير في العقود المبرمة من خلال الرشوة الصغيرة ومخططات غسيل الأموال والاختلاس والاستيلاء على رواتب العمال المزيفين، فإن التقديرات تشير إلى أن الفساد داخل جهاز الدولة يكلف البلاد مليارات الدولارات في كل عام.

## التاريخ والحالات
إن صعود الإدارة العامة واكتشاف النفط والغاز الطبيعي يشكلان حدثان رئيسيان يُعتقد أنهما أفسحا الطريق إلى الزيادة المستمرة في حدوث ممارسات الفساد في البلاد.
بذلت الحكومة جهودًا للحدّ من الفساد من خلال سنّ القوانين وإنفاذ أنظمة النزاهة، لكن دون أي نجاح يُذكر.
يُعتقد أن الجشع ونمط الحياة المتفاخر والعادات ومواقف الناس هي التي أدّت إلى انتشار الفساد. سبب جذري آخر هو نظام القَبلية. يمكن للأصدقاء والأقارب الذين يسعون للحصول على خدمة من المسؤولين أن يفرضوا ضغوطًا على التصرف الأخلاقي للمسؤول إذ يرى هؤلاء الأقارب أن المسؤولين الحكوميين يتمسكون بأي طريقة لبقائهم الشخصي وكسبهم.

### ما قبل الاستقلال والجمهورية الأولى
على الرغم من انتشار الفساد، إلا أنه ظل عند مستويات يمكن التحكم فيها خلال الجمهورية الأولى. ومع ذلك، فإن حالات الفساد خلال هذه الفترة كانت تخيم عليها أحيانًا الاقتتال السياسي.
- يُعدّ أزيكيوي أول شخصية سياسية رئيسية يتم التحقيق معها بسبب ممارسات مشكوك فيها. في عام 1944، اشترت شركة تابعة لأزيكيوي وعائلته بنكًا في لاغوس. تم شراء البنك لتعزيز السيطرة المحلية على الصناعة المالية. على الرغم من ذلك، أظهر تقرير حول المعاملات التي أجراها البنك أنه على الرغم من استقالة أزيكيوي من منصب رئيس مجلس إدارة البنك، إلا أن رئيس مجلس الإدارة الحالي كان وكيلًا له. أفاد التقرير أن معظم رأس المال المدفوع للبنك القاري الأفريقي كان من المؤسسة المالية الإقليمية الشرقية.[17]
- في غرب نيجيريا، تم التحقيق مع السياسي أديغوكي أديلابو بعد اتهامات بالفساد السياسي وجهتها إليه المعارضة.[18]
- في المنطقة الشمالية، على خلفية مزاعم الفساد الموجهة ضد بعض مسؤولي السلطة المحلية في بورنو. سنّت حكومة الشمال الأمر العِرفي بإحباط أي خرق آخر للأنظمة. في وقت لاحق، اتُهمت الإدارة البريطانية بممارسات فاسدة في نتائج الانتخابات التي توجت القيادة السياسية لشعب الفولاني في كانو، وتم اكتشاف تقارير لاحقًا تربط السلطات البريطانية بالمخالفات الانتخابية.[19]

### إدارة جون (أغسطس 1966 – يوليو 1975)
تم إبعاد الفساد في معظم أجزاء إدارة يعقوب جون عن الرأي العام حتى عام 1975. ومع ذلك، أعرب المسؤولون المطلعون عن مخاوفهم حينها. قال النقاد إن حكام جون تصرفوا مثل اللوردات الذين يشرفون على إقطاعيتهم الشخصية. كان يُنظر إليه على أنه خجول ويواجه عناصر فاسدة في حكومته.
في عام 1975، أصبح الفساد فضيحة تحيط باستيراد الأسمنت والتي اجتاحت العديد من مسؤولي وزارة الدفاع والبنك المركزي النيجيري. اتهم المسؤولون في وقت لاحق بتزوير بيانات السفن وتضخيم كمية الأسمنت التي سيتم شراؤها.
أثناء فترة إدارة جون، اتُهم شخصان من الحزام الأوسط للبلاد بالفساد. سيطرت الحكومة النيجيرية على الصحف، لذلك قدمت صحيفتي ذا ديلي تايمز و نيو نيجيريان دعاية كبيرة لشجب إدارة جوموك والمفوض الفيدرالي جوزيف تاركا من قِبَل المنتقدين. وهي حالة قد تكون سببًا لاتخاذ إجراءات ملحة بشأن الفساد.